# Иллюзия Оппель-Кундта
Иллю́зия О́ппель-Ку́ндта — геометрическая оптическая иллюзия, возникающая при сравнении размеров заполненной (некоторыми визуальными элементами, дистракторами) и незаполненной частей изображения (для большинства наблюдателей, заполненная часть кажется большей). Иллюзия названа в честь немецких физиков Иоганна Йозефа Оппеля (первым упомянул о данном феномене в 1860 году) и Августа Кундта (первым осуществил систематическое исследование иллюзии в 1863 году). Известна также как «иллюзия заполненного пространства» или «иллюзия прерывистой протяженности». В зависимости от используемых заполняющих элементов, существует большое разнообразие графических изображений иллюзии Оппель-Кундта, которые различаются также по величине вызываемого ими эффекта зрительных искажений.

## Oбъяснения
Хотя различные модификации иллюзии Оппель-Кундта довольно хорошо изучены экспериментально, все ещё не существует общепринятого объяснения возникновения этого визуального явления.
- Наряду с чисто феноменологическим моделированием[3][4] был опробован ряд различных теоретических подходов для учёта данных, полученных в психофизических экспериментах. Например, методы теории потенциала в физике использовались для объяснения иллюзии взаимодействиями между элементами стимулов в двумерном поле восприятия[5].
- Согласно другому (более физиологичному) подходу[6], иллюзия может быть связана с восприятием непрерывности заполненной части стимула[7]. Предполагалось, что отдельные заполняющие элементы вызывают нейронную активацию в соответствующих пространственно-временных окнах, и эти окна (если они перекрываются) сливаются в непрерывный массив «ассоциированных полей» возбуждения[8][9].
- Согласно гипотезе «плотности контура»[10][11], количество пересечений нуля пространственного профиля нервного возбуждения, вызванного заполненной частью фигуры Оппель-Кундта, может быть одним из наиболее важных факторов, определяющих величину иллюзии.

- Довольно адекватное описание эффектов иллюзии было получено из вычислительной модели, стремящейся объяснить неправильное восприятие протяженности с точки зрения физиологической пространственно-частотной фильтрации[12], а также с помощью количественного подхода, который объясняет возникновение иллюзии внутренними шумами в нейронных сетях[13].
- Согласно модели «пространственного кодирования»[14], иллюзия Оппель-Кундта может быть связана с неправильной визуальной оценкой местоположений терминаторов стимула (элементов изображения, обозначающих концы пространственных интервалов). Предполагается, что эксцентриситет (угловая удаленность от центра поля зрения) терминатора кодируется величиной совокупного нейронного отклика некоторой гипотетической области взвешенного пространственного суммирования (ОВПС, центрированной на терминаторе), размер которой линейно возрастает по направлению к периферии зрительного поля. То есть терминатор с более периферийным расположением воздействует на перекрывающиеся рецептивные поля нейронов с более широким агрегированным профилем, вызывая, таким образом, больший интегрированный отклик соответствующей ОВПС (и наоборот, больший отклик перцептивно связан с большим эксцентриситетом терминатора). Таким образом, иллюзия может возникать из-за того, что дополнительное нервное возбуждение, вызванное близлежащими дистракторами (элементами, заполняющими пространственный интервал изображения), увеличивает реакцию ОВПС, что, в свою очередь, декодируется зрительной системой как увеличение воспринимаемого эксцентриситета терминатора. Применение модели позволило предположить возникновение иллюзии в случае ранее не исследованных вариантов стимулов (как, например, с окружностью, центрированной на боковом терминаторе).